# Aleksy Znosko
Aleksy Znosko (ur. 12 października 1912 w Brześciu, zm. 15 lipca 1994 w Łomży) – polski duchowny prawosławny pochodzenia białoruskiego, teolog.

## Życiorys
Był synem kapłana prawosławnego, ks. Konstantego Znoski, i jego żony Wiery. Studia na kierunku teologia prawosławna ukończył w Studium Teologii Prawosławnej Uniwersytetu Warszawskiego w 1938. Jako student, 31 maja 1936, został wyświęcony na kapłana przez metropolitę warszawskiego i całej Polski Dionizego. Początkowo został zatrudniony w internacie dla studentów warszawskiego Studium Teologii Prawosławnej w charakterze wychowawcy, następnie skierowano go do pracy duszpasterskiej w parafii w Baranowiczach, a następnie w Świsłoczy.

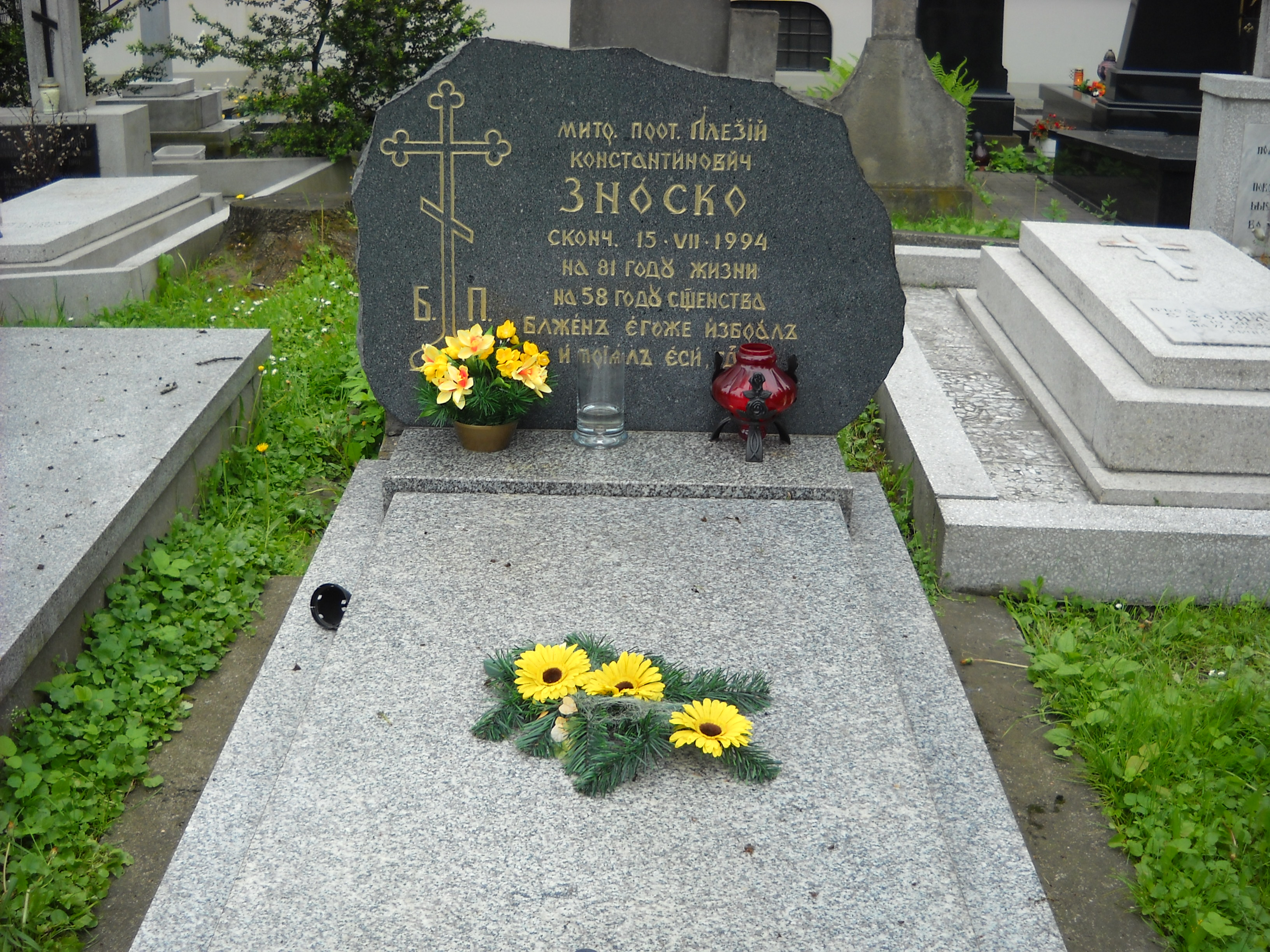
Grób ks. Aleksego Znoski na cmentarzu prawosławnym w Warszawie

W 1946, razem z rodziną, przybył do Wrocławia, gdzie zaangażował się w organizację parafii prawosławnych dla przesiedleńców z Akcji „Wisła” oraz z przedwojennych wschodnich województw II Rzeczypospolitej. Był rozpracowywany przez Wojewódzki Urząd Bezpieczeństwa Publicznego we Wrocławiu w sprawie "Wschód", w ramach której prowadzono postępowanie w ramach domniemanej organizacji szpiegowskiej, która w porozumieniu z wywiadem brytyjskim miała funkcjonować przy cerkwiach prawosławnych. 19 lutego 1949 został aresztowany pod zarzutami kolaboracji z III Rzeszą, współpracy z władzami II RP oraz wrogiego stosunku do komunizmu. Piotr Gerent określa zarzuty kolaboracji jako fałszywe. Skazany na dożywotnie pozbawienie wolności, został zwolniony 19 grudnia 1953. Według zachowanych akt SB w 1953 został na podstawie „kompromitujących materiałów” zwerbowany jako TW Kopernik. Materiały przeciwko duchownemu zbierał wojewódzki Urząd Bezpieczeństwa Publicznego od 1948. W zgromadzonych materiałach ks. Znoskę oskarżono o przygotowanie dla okupacyjnej żandarmerii listy proskrypcyjnej. Świadkowie twierdzili również, że w czasie uroczystości w cerkwi w Zabłudowie duchowny określił prześladowania ludności żydowskiej jako sąd boży nad Żydami za ich antychrześcijańskie działania. Duchownemu zarzucono również, iż w Świsłoczy zorganizował oddział Komitetu Białoruskiego, wyznaczył członków jego zarządu i rekrutował kolejnych sympatyków.
Po zwolnieniu udał się do Warszawy, gdzie został wykładowcą w Prawosławnym Seminarium Duchownym. Następnie był proboszczem w różnych parafiach w Bielsku Podlaskim i Białymstoku, zaś od 1960 do 1972 – parafii św. Jana Klimaka w Warszawie. W 1959 na wydziale teologii Uniwersytetu Preszowskiego obronił dysertację doktorską poświęconą tworzeniu akafistów w Rosyjskim Kościele Prawosławnym.
W 1972 zrezygnował z funkcji proboszcza i do końca życia zajmował się wyłącznie pracą naukową na Chrześcijańskiej Akademii Teologicznej. Zmarł w domu swojego syna w Łomży. Został pochowany na cmentarzu prawosławnym na warszawskiej Woli.
Jego brat Mitrofan również został duchownym prawosławnym, biskupem Rosyjskiego Kościoła Prawosławnego poza granicami Rosji.

## Główne prace naukowe
Był autorem pierwszego w Polsce podręcznika prawosławnego prawa kanonicznego Prawosławne prawo kościelne (Wydawnictwo ChAT: część I, 1973; część II, 1975). Pracował także nad tłumaczeniem pełnego tekstu kanonów obowiązujących w Kościele Prawosławnym z języka cerkiewnosłowiańskiego na język polski; ukazała się tylko pierwsza część, obejmująca Kanony Apostolskie oraz kanony 6 Soborów Powszechnych i 6 kolejnych Soborów Lokalnych (Kanony Kościoła Prawosławnego w przekładzie polskim. T. I w 3 wol., 1978).